# LPŻ Lublin
LPŻ Lublin – polski klub żużlowy z Lublina. W latach 1956–1958 brał udział w rozgrywkach ligowych. W późniejszym czasie przestał funkcjonować.

## Historia
Początki sportu żużlowego w Lublinie sięgają 1947 roku. Prężnie działający Lubelski Klub Motocyklowy 21 września 1947 roku zorganizował na torze przy Nowej Drodze, Turniej o Puchar Życia Lubelskiego. Jednym z uczestników tej pionierskiej imprezy był późniejszy dwukrotny indywidualny mistrz Polski Włodzimierz Szwendrowski. Na regularne rozgrywki ligowe przyszło jeszcze poczekać. Pierwszy klub żużlowy w Lublinie – Ogniwo powstał na przełomie lat 40. i 50. Nie wystartował on jednak w oficjalnych rozgrywkach, ponieważ w roku 1951 powołano ligę zrzeszeniową. Zawodnicy, którzy tworzyli sekcje Ogniwa w Warszawie, Łodzi i Lublinie musieli przenieść się do Bytomia, gdzie znajdowała się siedziba zrzeszenia. Trafił tam także Włodzimierz Szwendrowski, który po przenosinach do Tramwajarza Łódź wyrósł na czołowego zawodnika w kraju.
W 1956 roku nastąpił debiut ligowej drużyny z Lublina. Sztandar Ludu z 6 marca 1956 donosił: Lubelska sekcja żużlowa LPŻ została oficjalnie zatwierdzona i już 18 kwietnia rozegra w Lublinie pierwszy mecz w II lidze z II reprezentacją Gwardii. Jest już trener, jest mechanik i 5 nowiutkich, polskich FIS-ów. Lublinianie jak na debiutantów wypadli nad wyraz dobrze. Na osiem drużyn startujących w grupie „Południe” II ligi uplasowali się na 4 pozycji zdobywając 15 punktów. Liderami drużyny byli Marian Stawecki i Leszek Próchniak, a także niespełna 19-letni Stefan Kępa. Do rozgrywek ligowych w sezonie 1956 przystąpić również miał zespół Budowlanych Lublin. Jednakże problemy organizacyjne spowodowały, iż skończyło się tylko na planach. Przed sezonem 1957 nastąpiła reorganizacja rozgrywek, po której LPŻ trafił do siedmiozespołowej II ligi. Tego sezonu lubelscy żużlowcy nie mogli zaliczyć do udanych. Wygrali zaledwie dwa spotkania (na własnym torze ze Stalą Gorzów i Gwardią Katowice), w konsekwencji czego spadli do trzeciej ligi. W sezonie 1958 lubelscy zawodnicy radzili sobie na miarę swych możliwości. Z dorobkiem 22 punktów zajęli na finiszu rozgrywek 4. miejsce. Jak się później okazało był to ostatni sezon żużlowców LPŻ. Z powodu trudnej sytuacji finansowej sekcja żużlowa została rozwiązana.

## Poszczególne sezony
| Sezon | Rozgrywki ligowe | Rozgrywki ligowe         | Rozgrywki ligowe |
| Sezon | Liga             | Liga                     | Miejsce          |
| ----- | ---------------- | ------------------------ | ---------------- |
| 1956  | II               | II liga (gr. „południe”) | 4/8              |
| 1957  | II               | II liga                  | 7/7              |
| 1958  | III              | III liga                 | 4/10             |

| Poziom ligowy | Liczba sezonów | Sezony    |
| ------------- | -------------- | --------- |
| II            | 2              | 1956–1957 |
| III           | 1              | 1958      |